# 516 Amherstia
516 Amherstia este o planetă minoră (asteroid), cu un diametru de 65,144 km, din centura de asteroizi. A fost descoperită pe 20 septembrie 1903 la Observatorul Königstuhl de Raymond Smith Dugan⁠(d) și a fost numită după Amherst College. 
Obiectul prezintă o orbită caracterizată de o semiaxă mare de 2,6774812503883 UAi, o excentricitate de 0,27546813703933, o înclinație de 12,956 ° în raport cu ecliptica.